# آنتونینو گالو
آنتونینو گالو (انگلیسی: Antonino Gallo؛ زادهٔ ۵ ژانویهٔ ۲۰۰۰) بازیکن فوتبال اهل ایتالیا است.
از باشگاه‌هایی که در آن بازی کرده‌است می‌توان به باشگاه فوتبال لچه اشاره کرد.